# Sentier de grande randonnée 76
Le sentier de grande randonnée 76 (GR 76) est long de 178,9 km et relie Chagny en Saône-et-Loire à Affoux dans le Rhône.

## Parcours
Le GR 76 est divisé en deux sections : 76a de Saint-Vallerin au mont Saint-Rigaud, et 76b du Martrat (Le Rousset) à Tournus (Saône-et-Loire).

### GR 76a
Le GR 76a s'étend sur 105 km en traversant les départements de la Saône-et-Loire et du Rhône, allant de Saint-Vallerin au mont Saint-Rigaud.
Il passe par Sennecey-le-Grand, Martailly-lès-Brancion, Donzy-le-Pertuis, Berzé-la-Ville, Sologny, Pierreclos, Cenves  et Deux-Grosnes.

### GR 76b
Le GR76b s'étend sur 52 km en ralliant Le Martrat (hameau du Rousset) à Tournus (Saône-et-Loire).
Il passe par Saint-Marcelin-de-Cray, Sigy-le-Châtel, Bonnay, Malay, Chapaize, La Chapelle-sous-Brancion et Ozenay.